# Peter de Spina III.

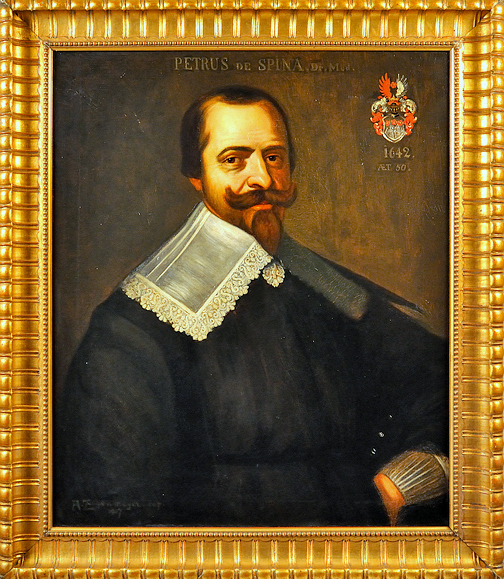
Peter de Spina III., Ölgemälde von Adolf Ziegenmayer

Peter de Spina III., auch Petrus de Spina genannt (* 4. Januar 1592 in Aachen; † 23. März 1655 in Frankfurt am Main), war Arzt und Professor der Medizin an der Universität Heidelberg sowie Leibarzt mehrerer Fürstenfamilien.

## Herkunft
Peter de Spina entstammt einer Hugenottenfamilie aus Armentières in den damaligen Spanischen Niederlanden, die sich anfangs de l’Espine nannte und Mitte des 16. Jahrhunderts vor den katholischen spanischen Truppen des Herzogs Alba über Aachen nach Heidelberg geflüchtet war. Sein Großvater war Peter de Spina I. aus Armentières, später Aachener Stadtphysicus und Leibarzt von König Christian III. von Dänemark und Norwegen. Seine Eltern waren Peter de Spina II., Medizinprofessor in Heidelberg und Leibarzt Kurfürst Friedrichs IV. von der Pfalz, und Gudula von Pallandt.

## Leben und Wirken
Nach Studien der Medizin an den Universitäten Paris, Padua und Basel promovierte Peter de Spina III. im Jahr 1615 in Basel und folgte 1620 in der väterlichen Tradition einem Ruf als Professor nach Heidelberg. Vor der Einnahme Heidelbergs durch Tilly 1622 im Dreißigjährigen Krieg wurde Peter de Spina III. noch zum Rektor der Universität Heidelberg gewählt. Sein Vater und er retteten das Universitätsarchiv nach Heilbronn. Von Heilbronn aus gelangte das Archiv über Frankfurt am Main nach Frankenthal, bis Peter de Spina III. es 1651 persönlich an den Kurfürsten zurückgab. Die Festrede, die Peter de Spina III. darüber am 19. Juli 1651 in Heidelberg hielt, wurde noch im gleichen Jahr in Frankfurt gedruckt.
Peter de Spina III. kam dann 1626 nach Darmstadt. Hier wurde er Leibarzt des Landgrafen Georg II. von Hessen-Darmstadt, kehrte aber während der schwedischen Besetzung von 1633 bis 1635 wieder nach Heidelberg zurück. Nach 1635 ließ er sich schließlich in Frankfurt am Main als „Physicus Primarius“ nieder.
Peter de Spina III. galt als einer der renommiertesten Ärzte seiner Zeit. Prominente Patienten von Peter de Spina III. waren unter anderem 1632 der exilierte „Winterkönig“ von Böhmen Friedrich V. und 1642 Graf Johann Ernst von Hanau-Münzenberg-Schwarzenfels, der letzte Graf aus der Linie Hanau-Münzenberg.
Peter de Spina III. ließ seinen Adelsstand von Kaiser Ferdinand III. 1641 bestätigen. Sein Heidelberger Wohnsitz ging nach seinem Tod 1655 an seine beiden ältesten Töchter Claudine Elisabeth und Agathe Agnes über.

## Familie
Peter de Spina III. war in erster Ehe mit Salome Lingelsheim (1591–1639), Tochter des kurpfälzischen Geheimen Rates Georg Michael Lingelsheim verheiratet. Nach ihrem Tod vermählte sich de Spina mit Susanne Catharina Cornet, mit der er mehrere Kinder bekam. Sein Sohn Peter de Spina IV. (1630–1689) aus der ersten Ehe wurde ebenfalls ein angesehener Mediziner so wie auch dessen Sohn, Peter de Spina V. (1661–1741), der unter dem Namen von Grooßenhaagen in den Freiherrenstand erhoben wurde. Ein anderer Sohn von Peter de Spina III. aus der zweiten Ehe, Johannes de Spina (1642–1689), wurde Professor der Rechtswissenschaften und ebenfalls Rektor der Universität Heidelberg sowie Kirchenrat.